# Lyngbykredsen
|  | For perioden 1920-2007, se Lyngbykredsen (før 2007) |
Lyngbykredsen er en opstillingskreds i Københavns Omegns Storkreds. I 1849-1920 var kredsen en valgkreds.
Kredsen blev oprettet 1. januar 2007 ved udskillelsen af Søllerød Kommune fra den gamle Lyngbykredsen og består således kun af Lyngby-Taarbæk Kommune.
Kredsen overtager flg. valgsteder fra den tidligere kreds:
1. Engelsborg
2. Fuglsanggård
3. Hummeltofte
4. Kongevej
5. Lindegård
6. Lundtofte
7. Lyngby Midt
8. Taarbæk
9. Trongård
10. Virum

Blandt opstillingskredsens folketingsmedlemmer i 2000'erne var Charlotte Dyremose fra Det Konservative Folkeparti og Hanne Agersnap fra SF, der begge var kandidat fra kredsen i 2007.

## Historie
Kredsen blev oprettet i 1849 som en af 100 enkeltmandsvalgkredse til Folketinget. Det officielle navn var Københavns Amts 2. Valgkreds. Ved oprettelsen bestod kredsen af følgende kommuner:
- Gladsakse-Herlev Kommune (adskilt i Gladsaksee Kommmune og Herlev Kommune i 1910)
- Gentofte Kommune
- Lyngby Kommune (navnet ændret til Lyngby-Tårbæk Kommune i 1909)
- Søllerød Kommune
- Værløse Kommune
- Ballerup-Måløv Kommune

Valgkredsens valgsted var i Lyngby.
I 1895 skiftede Lyngbykredsens officielle navn til Københavns Amts 4. Valgkreds, da der blev oprettet 2 nye valgkredse i Københavns Amt.
Lyngbykredsen blev ændret i 1918. Gentofte Kommune blev udskilt til en ny valgkreds, Gentoftekredsen, og Ballerup-Måløv Kommune blev flyttet til Roskildekredsen. Til gengæld blev kredsen udvidet med Dragør Kommune, Store Magleby Kommune og Tårnby Kommune som tidligere været i Valbykredsen. Efter omlægningen af valgkredse i 1918 var kredsens officielle navn igen Københavns Amts 2. Valgkreds.

### Lyngbykredsens folketingsmænd
Der er anført kildehenvisninger i parentes som angiver bind og sidetal i værket Rigsdagens medlemmer gennem hundrede aar 1848-1948
- 4. december 1849 – 25. juli 1850: J.C. Drewsen, kammerråd, fabrikant (Bondevennernes Selskab) (nedlagde mandatet) (I, s. 127-128)
- 12. september 1850 – 4. august 1852: Julius greve Raben, godsejer (Højre) (suppleringsvalg) (II, s. 142)
- 4. august 1852 — 1. december 1854: C.J.H. Kayser, læge, professor (De Nationalliberale) I, s. 285-286)
- 1. december 1854 — 14. juni 1858: Aron David, proprietær (De Nationalliberale) (I, s. 119)
- 14. juni 1858 — 14. juni 1861: O.H. Lütken, orlogskaptajn (Højre) (II, s. 33)
- 14. juni 1861 — 7. juni 1864: Wilhelm Sophus Andreas von Rosen, distriktslæge, dr. med. (Uafhængig, nærmest bondeven som slutter sig til det Tscherningske Venstre) (II, s. 165)
- 7. juni 1864 — 12. oktober 1866: Carl Holstein, proprietær (Først venstremand senere nærmest konservativ) (I, s. 222)
- 12. oktober 1866 — 22. september 1869: Peder Hansen, gårdejer (moderat konservativ) (I, s. 202-203)
- 22. september 1869 — 20. september 1872: C.V. Rimestad, redaktør (Venstremand, som senere tilhørte Mellempartiet) (II, s. 162-163)
- 20. september 1872 — 25. april 1876: Peder Hansen (igen)
- 25. april 1876 — 7. december 1891: Carl von Rosen, kammerherre (Højre) (døde i embedet) (II, s. 164-165)
- 5. januar 1892 — 5. april 1898: Johan Georg Frederik Colding, oberstløjtnant (Højre) (suppleringsvalg) (I, s. 109)
- 5. april 1898 — 3. april 1901: Emil Piper, proprietær (Højre) (II, s. 135-136)
- 3. april 1901 — 16. juni 1903: Johan Wilmann, forretningsfører, sognerådsformand (Socialdemokratiet) (II, s. 268-269)
- 16. juni 1903 — 29. maj 1906: Emil Piper (igen)
- 29. maj 1906 — 25. maj 1909: Johan Wilmann (igen)
- 25. maj 1909 — 20. maj 1910: Albert Abrahamsen (Højre) (I, s. 3-4)
- 20. maj 1910 — 20. maj 1913: Johan Wilmann (igen)
- 20. maj 1913 — 22. april 1918: Albert Abrahamsen (igen, Det Konservative Folkeparti, fortsat i Gentoftekredsen)
- 22. april 1918 — 21. april 1920 Johan Wilmann (igen, fortsat i Københavns Amtskreds)

### Folketingsmedlemmer opstillet i Lyngbykredsen efter 1920
- 1975-1994: Poul Schlüter (Det Konservative Folkeparti)
- 2015-: Rasmus Jarlov (Det Konservative Folkeparti)

### Opstillinger ved2007
- Simon Pihl Sørensen (A)[6]
- Trine Nebel Schou (B)
- Charlotte Dyremose (C)[7]
- Hanne Agersnap (F)
- Tove F. Buch (K).[8]
- Kristian Niebuhr (O)
- Søren P. Rasmussen (V)
- Pia Boisen (Ø)

### Valgresultater 2007
Ved folketingsvalget i 2007 fordelte de 33595 afgivne stemmer sig således:
| Parti                        | Stemmer | %    |
| ---------------------------- | ------- | ---- |
| Socialdemokratiet            | 6.782   | 20,3 |
| Det Radikale Venstre         | 2.976   | 8,9  |
| Det Konservative Folkeparti  | 6.269   | 18,8 |
| SF - Socialistisk Folkeparti | 4.040   | 12,1 |
| Kristendemokraterne          | 152     | 0,5  |
| Dansk Folkeparti             | 3.261   | 9,8  |
| Venstre                      | 7.513   | 22,5 |
| Ny Alliance                  | 1.601   | 4,8  |
| Enhedslisten                 | 779     | 2,3  |
| Løsgængere                   | 6       | 0,0  |
| Stemmeprocent: 89.4          |         |      |

I 2010 var valgbestyrelsen bestående af borgmester Søren P. Rasmussen (V) (født formand), Rolf Aagaard-Svendsen (C), Henrik Brade Johansen (B), Simon Pihl Sørensen (A), Morten Normann Jørgensen (F).

### Opstillinger ved 2011
- Martin Empacher (A)[11][12]
- Jakob Engel-Schmidt, (V)[13][14]

### Folketingsvalget 2015
Op til Folketingsvalget 2015 var følgende opstillet i kredsen:
- Rasmus Jarlov, Det Konservative Folkeparti[15]
- Helge Vagn Jacobsen, Radikale Venstre[16]
- Morten Normann Jørgensen[17]
- Anette Skafte, Dansk Folkeparti[18]
- Jakob Engel-Schmidt, Venstre[19]

Opstillingskredsen havde da 38.547 stemmeberettigede og med 34.236 optalte stemmer blev stemmeprocent 88.81%.
Blandt partierne fik Socialdemokraterne flest stemmer.
Af kandidaterne der kunne stemmes på i opstillingskredsen fik Mette Frederiksen og Pia Kjærsgaard flest stemmer, henholdsvis 2.016 og 1.754.
Af opstillingskredsens kandidater blev Rasmus Jarlov valgt ind.

## Folketingskandidater pr. 25/11-2018
| Liste | Parti                       | Kandidat | Bemærk                                                                  |
| ----- | --------------------------- | --- | ----------------------------------------------------------------------- |
| A     | Socialdemokratiet           | Simon Pihl Sørensen |                                                                         |
| B     | Radikale Venstre            | Stinus Lindgreen |                                                                         |
| C     | Det Konservative Folkeparti | Rasmus Jarlov |                                                                         |
| D     | Nye Borgerlige              | Claus Bøgh Svenningsen |                                                                         |
| F     | Socialistisk Folkeparti     | |                                                                         |
| I     | Liberal Alliance            | |                                                                         |
| O     | Dansk Folkeparti            | Anette Skafte |                                                                         |
| V     | Venstre                     | Charlotte Munch |                                                                         |
| Ø     | Enhedslisten                | Anna Berg |                                                                         |
| Å     | Alternativet                | Sikandar Siddique, Qasam Nazir Ahmad, Ken Patrick Petersson, Sofie Groth, Marianne Victor Hansen, Anders Stjernholm, Kim Christiansen, Thomas Holbech Anker | Er opstillet i samtlige opstillingskredse i Københavns Omegns Storkreds |
|       | Løsgænger                   | Mads Palsvig |                                                                         |

Rasmus Jarlov opnåede valg med 10.267 stemmer i hele Københavns Omegns Storkreds.
Med 1.746 personlige stemmer i storkredsen herunder 705 i Lyngbykredsen, kom også Stinus Lindgreen i Folketinget.
Efter Jarlov fik Karen Ellemann næstflest stemmer i valgkredsen.
Hun havde været opstillet fra Brøndbykredsen.